# (7016) Conandoyle
(7016) Conandoyle (1991 YG) – planetoida z grupy pasa głównego asteroid okrążająca Słońce w ciągu 3,41 lat w średniej odległości 2,27 j.a. Odkryta 30 grudnia 1991 roku.